# 벨기에의 행정 구역
이 문서는 벨기에의 행정 구역에 관하여 설명한다.

## 개관

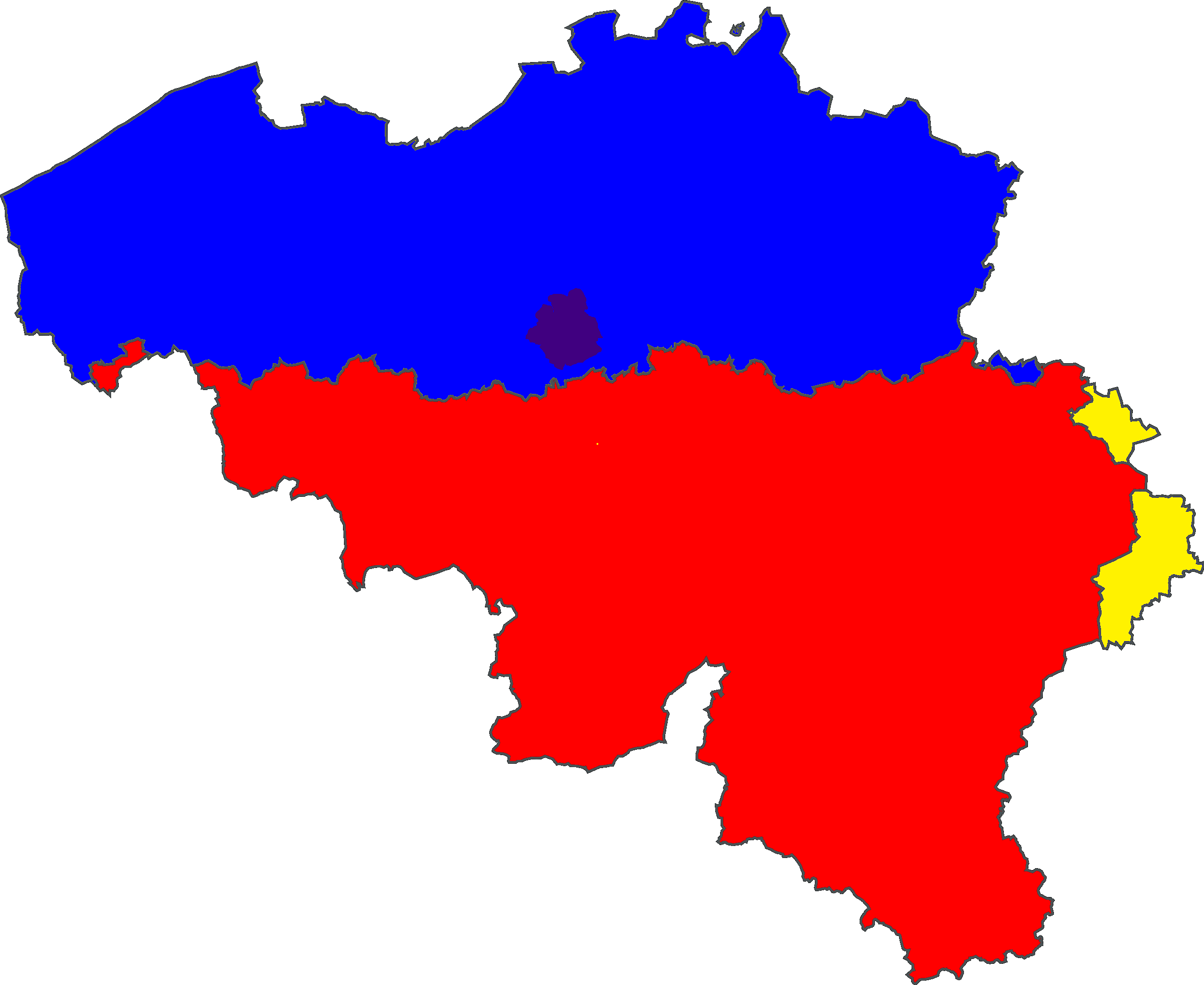
벨기에 지역

벨기에는 연방 정부 밑에 3개 지역이 4개 언어 지역에 따라 3개 공동체를 구성하고, 이들이 7개 의회를 만들어 벨기에의 각 지역을 복합적으로 관할한다.
3개 지역은 다음과 같다. 지역 정부는 부동산과 경제 정책을 담당한다.
- 플란데런 지역 : 5개 주, 22개 행정구, 308개 지방 자치체로 구성됨.
- 왈롱 지역 : 5개 주, 20개 행정구, 262개 지방 자치체로 구성됨.
- 브뤼셀 수도권 지역 : 브뤼셀시와 주변 지역을 포함한 19개 지방 자치체로 구성됨.

4개 언어 지역은 다음과 같다.
- 네덜란드어 지역 : 플란데런 지역
- 프랑스어 지역 : 왈롱 지역의 262개 지방 자치체 가운데 253개
- 독일어 지역 : 왈롱 지역의 262개 지방 자치체 가운데 9개[1]
- 네덜란드어-프랑스어 이중 언어 지역 : 브뤼셀 수도권 지역

3개 공동체는 다음과 같다. 공동체 정부는 언어와 교육, 문화 정책을 담당한다.
- 네덜란드어를 쓰는 플란데런어 공동체(Vlaamse Gemeenschap) : 브뤼셀 수도권 지역의 네덜란드어 사용자들, 플란데런 지역
- 프랑스어를 쓰는 프랑스어 공동체(Communauté Française) : 브뤼셀 수도권 지역의 프랑스어 사용자들, 왈롱 지역의 253개 지방 자치체
- 독일어를 쓰는 독일어 공동체(Deutschsprachige Gemeinschaft)

이들을 관할하는 의회는 다음과 같다.
- 플란데런 지역-플란데런어 공동체 의회 : 플란데런 지역과 플란데런어 공동체는 공식적으로 플란데런어 공동체로 합쳐졌다. 하나의 의회와 행정 조직이 플란데런 지역과 플란데런어 공동체를 한꺼번에 관할한다. 플란데런 지역에서 선출된 의원 118명과 브뤼셀 수도권 지역에서 직접 선출된 의원 6명으로 구성한다. 브뤼셀 수도권 지역에서 선출된 의원들은 부동산과 경제 정책에는 참여하지 않고 언어와 교육, 문화 정책에만 참여한다.
- 왈롱 지역 의회 : 왈롱 지역의 프랑스어 공동체 지역에서 선출된 의원 73명과 독일어 공동체 지역에서 선출된 의원 2명으로 구성한다.
- 브뤼셀 수도권 지역 의회 : 브뤼셀 수도권 지역에서 선출된 의원 89명(프랑스어 그룹 72명, 플란데런어 그룹 17명)으로 구성한다.
- 브뤼셀 수도권 지역 의회 프랑스어 그룹 : 브뤼셀 의회의 프랑스어권 의원이 구성한다.
- 브뤼셀 수도권 지역 의회 플란데런어 그룹 : 브뤼셀 의회의 네덜란드어권 의원이 구성한다.
- 프랑스어 공동체 의회 : 브뤼셀 수도권 지역 의회 프랑스어 그룹 의원이 간접 선거로 선출한 의원 19명과 왈롱 지역 의회의 프랑스어권 의원으로 구성한다.
- 독일어 공동체 의회 : 왈롱 지역 의회의 독일어권 의원이 소수이기 때문에 독일어 공동체 의회의 의원은 따로 선출하여 구성한다.

## 공동체
| 공동체 이름     | 플란데런어 공동체                   | 프랑스어 공동체             | 독일어 공동체                 |
| --------------- | ----------------------------------- | --------------------------- | ----------------------------- |
| 네덜란드어 이름 | Vlaamse Gemeenschap                 | (Franse Gemeenschap)        | (Duitstalige Gemeenschap)     |
| 프랑스어 이름   | (Communauté flamande)               | Communauté française        | (Communauté germanophone)     |
| 독일어 이름     | (Flämische Gemeinschaft)            | (Französische Gemeinschaft) | Deutschsprachige Gemeinschaft |
| 위치            |                                     |                             |                               |
| 공동체의 기     |                                     |                             |                               |
| 행정 중심지     | 브뤼셀 (플란데런 지역과 공통)       | 브뤼셀                      | 오이펜                        |
| 총리            | Kris Peeters (플란데런 지역과 공통) | Rudy Demotte                | Karl-Heinz Lambertz           |
| 공식 홈페이지   | www.flanders.be                     | www.cfwb.be                 | www.dglive.be                 |

## 지역
| 지역 이름       | 플란데런 지역                           | 왈롱               | 브뤼셀 수도권 지역             |
| --------------- | --------------------------------------- | ------------------ | ------------------------------ |
| 네덜란드어 이름 | Vlaams gewest                           | (Waals gewest)     | Brussels Hoofdstedelijk Gewest |
| 프랑스어 이름   | (Région Flamande)                       | Région Wallonne    | Région Capitale Bruxelles      |
| 독일어 이름     | (Flämische Region)                      | Wallonische Region | (Hauptstadtregion Brüssel)     |
| 위치            |                                         |                    |                                |
| 지역의 기       |                                         |                    |                                |
| 행정 중심지     | 브뤼셀 (플란데런 지역과 공통)           | 나뮈르             | 브뤼셀                         |
| ISO 3166-2:BE   | BE-VLG                                  | BE-WAL             | BE-BRU                         |
| 면적 (km2)      | 13,522                                  | 16,844             | 161                            |
| 인구            | 6,043,161                               | 3,358,560          | 1,006,749                      |
| 총리            | Kris Peeters (플란데런어 공동체와 공통) | Elio Di Rupo       | Charles Picqué                 |
| 공식 홈페이지   | www.flanders.be                         | www.wallonie.be    | www.brussels.irisnet.be        |

## 같이 보기
- ISO 3166-2:BE